# The Bandit's Baby
The Bandit's Baby er en amerikansk stumfilm fra 1925 instrueret af James P. Hogan.

## Medvirkende
- Fred Thomson som Tom Bailey
- Helen Foster som Esther Lacy
- Harry Woods som Matt Hartigan
- Mary Louise Miller
- Clarence Geldart
- Charles W. Mack
- David Kirby som Bill Henry
- Derry Dee